# Joel Osteen
Joel Osteen (5 de março de 1963) é um autor de best-sellers e pastor americano da Lakewood Church em Houston, Texas. Seu ministério alcança mais de sete milhões de telespectadores por semana nos Estados Unidos e outros milhões em mais de cem nações ao redor do mundo.

## Biografia
Nascido em Houston, Texas, Joel Osteen casou-se com Victoria L. Iloff em 4 de abril de 1987. Eles tem dois filhos, Jonathan e Alexandra. Joel, filho de John e Dodie Osteen, é um dos cinco filhos do casal. Seus irmãos mais velhos, Paul, Lisa e Tamara, e sua irmã mais nova April, estão todos envolvidos no ministério em tempo integral. Joel tem um meio-irmão chamado Justin que é missionário. O pai de Joel, John Osteen, é um ex-pastor da Convenção Batista do Sul, que se tornou carismático no final da década de 1950, fundou a Lakewood Church no Dia das Mães de 1959. John Osteen transformou Lakewood em uma igreja com cerca de 6 000 membros, criou um ministério de televisão, fazia conferências, dava apoio missionário e distribuía alimentos.
Depois de dezassete anos produzindo o programa de TV da Igreja, Joel sucedeu seu pai em 3 de outubro de 1999 como pastor da Lakewood Church. Joel só tinha pregado uma vez na vida, na semana anterior à morte de seu pai. Hoje, os cultos de Lakewood Church, liderado por Joel Osteen, são vistos em mais de 100 nações ao redor do mundo. O primeiro livro de Joel Osteen, Your Best Life Now: 7 Steps to Living at Your Full Potential ("Sua vida melhor agora: 7 passos para viver em seu pleno potencial"), foi lançado em outubro de 2004. Em dezembro de 2006, ele foi nomeado uma das "10 pessoas mais fascinantes do ano" por Barbara Walters. O ex-candidato à presidência dos Estados Unidos John McCain descreveu Osteen como "inspirador".

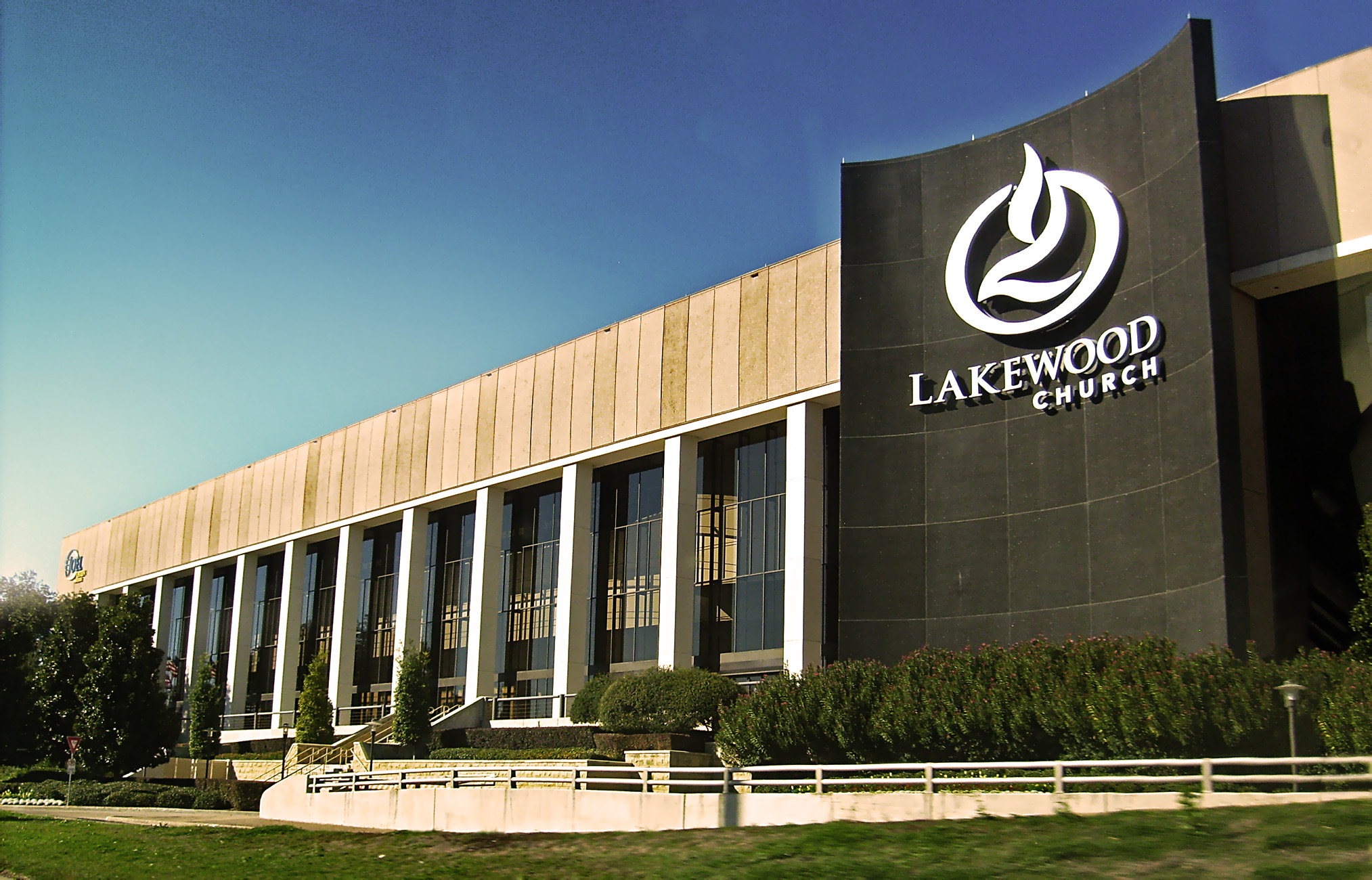
A Lakewood Church em Houston.

Joel Osteen e toda a equipe de Lakewood Church viajam por todos os Estados Unidos, apresentando-se em grandes estádios. O evento, intitulado "A Night of Hope" (Uma Noite de Esperança), inclui música de adoração liderada pelo ministério de louvor da igreja, um testemunho de mãe de Joel, Dodie, e uma pregação de Joel Osteen. Em 2007, a turnê se expandiu para incluir outros países, incluindo o Canadá, a Inglaterra, a Irlanda do Norte e Israel. Joel Osteen lançou seu segundo livro, Become a Better You: 7 Keys to Improving Your Life Every Day ("Tornar-se Melhor: 7 segredos para melhorar sua vida todos os dias") em outubro de 2007, que também liderou a lista do The New York Times dos livros mais vendidos com uma tiragem inicial de quatro milhões de cópias. Joel Osteen disse ao apresentador Larry King que seu novo livro se focaria mais em relacionamentos e em não ficar preso onde estamos na nossa vida. "Apenas a minha mensagem básica de se tornar tudo o que Deus planejou para você ser", acrescentou.
A popularidade de Joel Osteen o levou a ser caracterizado como uma das "10 pessoas mais fascinantes de 2006" pela ABC News, e foi nomeado "o cristão mais influente da América" em 2006 pelo The Church Report.

## Educação
Joel participou da Universidade Oral Roberts em Tulsa, Oklahoma, onde estudou Comunicações de Rádio e Televisão. mas não possui nível superior em assuntos religiosos ou estudos bíblicos. Em uma aparição no programa Piers Morgan Tonight em janeiro de 2011, Joel Osteen mencionou que nunca havia frequentado um seminário.

## Estilo de pregação
Em 23 de dezembro de 2007, em uma edição do Fox News Sunday, o apresentador Chris Wallace questionou a falta de referência bíblicas nas pregações de Joel Osteen, bem como sua hesitação em discutir o pecado como uma parte integrante da vida. Osteen respondeu: "Ultimamente eu tenho tentado fazer isso, mas eu estou ensinando as pessoas a viverem suas vidas diárias, e então eu tenho me focado nisto, mas não tanto quanto algumas pessoas gostariam." Joel Osteen diz que ele escolheu se concentrar na bondade de Deus e não no pecado. Osteen explica que ele tenta ensinar os princípios bíblicos de uma forma simples, enfatizando o poder do amor e uma atitude positiva.
As pregações de Joel Osteen, assim como algumas de suas publicações, são algumas vezes criticadas por sua utilização dos conceitos da teologia da prosperidade, ou o evangelho da prosperidade, uma crença de que a riqueza e o poder são as recompensas para os cristãos piedosos.

## Obras
- Your Best Life Now: 7 Steps to Living at Your Full Potential (O Momento É Este: 7 Passos para Encontrar a Felicidade Hoje e Ter uma Vida Plena) (2004)
- Your Best Life Begins Each Morning: Devotions to Start Every Day of the Year (2008)
- Good, Better, Blessed: Living with Purpose, Power and Passion (2008)
- Become a Better You: 7 Keys to Improving Your Life Every Day (O Que Há de Melhor em Você: Sete Passos para Desenvolver seu Potencial e realizar os seus sonhos) (2009) [23]
- Hope for Today Bible (2009)
- It's Your Time: Activate Your Faith, Achieve Your Dreams, and Increase in God's Favor (A Hora é Agora: Ative sua fé, realize seus sonhos, e prospere com as bênçãos de Deus) 2010 [24]
- Living in Favor, Abundance and Joy (2010)
- Every Day a Friday: How to Be Happier 7 Days a Week (Sexta-feira Todos Os Dias: Como Ser Mais Feliz Nos 7 Dias da Semana) 2012
- I Declare: 31 Promises to Speak Over Your Life (2013)
- Break Out!: 5 Keys to Go Beyond Your Barriers and Live an Extraordinary Life (2013)

## Pontos de vista políticos e sociais
Em 26 de janeiro de 2011, no programa Piers Morgan Tonight na CNN, Osteen foi questionado sobre se acredita que a homossexualidade é um pecado:
"Sim, eu sempre acreditei, Piers, as escrituras mostram que a homossexualidade é um pecado. Mas eu não sou um daqueles que estão por aí para bater em homossexuais e dizer que eles são pessoas terríveis e tudo isso. Quero dizer, há outros pecados na Bíblia, também. E eu acho que às vezes a igreja - e eu não quero dizer isso criticamente - se concentra em apenas uma ou duas questões, e há uma abundância de outros pecados. Então eu não acredito que a homossexualidade seja o melhor de Deus para uma pessoa - viver no pecado é errar o alvo."
Em entrevista à Fox News em 2008, durante as primárias da corrida presidencial dos Estados Unidos, quando questionado sobre se achava que um mórmon era um cristão, Osteen disse que acreditava que sim. Ele observou ainda que não havia estudado essa religião.

## Crítica
Em 14 de outubro de 2007, o programa 60 minutes exibiu uma matéria de 12 minutos sobre Osteen, intitulada "Joel Osteen responde aos seus críticos", durante o qual o teólogo reformador Michael Horton crítica a sua mensagem. Horton diz ao correspondente da CBS News, Byron Pitts, que o método de ensino de Osteen é uma "heresia". Osteen encontra também forte crítica por parte de pastores evangélicos de múltiplo segmentos, em especial dentro dos segmentos mais tradicionais da igreja evangélica, tais como John MacArthur, o qual geralmente se refere a Osteen como "quasi"-panteísta.